# Kurri-Kurri-Aluminiumhütte
Die Kurri-Kurri-Aluminiumhütte nahm 1969 bei Kurri Kurri, einer Stadt in der Hunterregion in New South Wales, Australien, ihre Aluminiumproduktion auf. Betrieben wird die Hütte mit einer jährlichen Kapazität von 180.000 Tonnen Aluminium von der Kurri Kurri Pty Limited seit 2002, als sie der weltweit agierende norwegische Konzern Hydro Aluminium Group von der VAW aluminium AG zu 100 Prozent übernahm.
Hydro Aluminium investierte 2005 AUD 40 Millionen um die Anlagen der Aluminiumhütte zu erneuern, dabei sollte der Schadstoffausstoß minimiert und die Kapazität um 6.000 Tonnen Aluminium erhöht worden sein.
Aluminiumhütten sind industrielle Großanlage, die in der Schmelzelektrolyse unter hohem Energieaufwand Aluminium aus Aluminiumoxid herstellen. Im Hall-Héroult-Prozess wird aus Aluminiumoxid reines Aluminium über die Schmelzflusselektrolyse gewonnen. Dabei wird Aluminiumoxid mit einer Schmelztemperatur von 2045 °C mit Kryolith vermischt, um die Schmelztemperatur zu senken. In diesem Prozess kann die Schmelztemperatur auf 950 °C gesenkt werden, was die Elektrolyse ermöglicht. Diese Aluminiumhütte ist, wie alle derartigen Hütten, 365 Tage in Betrieb und kann nicht ohne Weiteres komplett abgeschaltet und zu einem späteren Zeitpunkt wieder angefahren werden.
Nachdem bereits im Januar 2012 eine der drei Produktionslinien des Werkes heruntergefahren wurde, verkündete die Norsk Hydro ASA im Juni 2012 die Schließung der Kurri Kurri Hütte vor dem Hintergrund einer weltweiten Überkapazität an Primäraluminium und eines starken Australischen Dollars, worunter die Profitabilität des Werkes seit längerem gelitten hatte.